# Limonia viticola
Limonia viticola là một loài ruồi trong họ Limoniidae. Chúng phân bố ở miền Australasia.